# Kutluca, Kemaliye
Kutluca là một ngôi làng thuộc huyện Kemaliye, tỉnh Erzincan, Thổ Nhĩ Kỳ. Dân số thời điểm năm 2010 là 13 người.